# Zootropolis 2
|  | Fremtidig filmudgivelse Denne artikel omhandler en film i produktion eller uden biografpremiere endnu. Det er derfor muligt, at indholdet er af spekulativ natur, og ligeledes at indholdet kan ændre sig markant, efterhånden som flere oplysninger bliver tilgængelige. |

Zootropolis 2 (engelsk: Zootopia 2) er en amerikansk animationsfilm fra 2025, som er produceret af Walt Disney Animation Studios og udgivet af Walt Disney Pictures.